# Forêt en Europe
Les forêts européennes telles que nous les connaissons actuellement ont commencé à se former au début de l'Holocène. 
Leur superficie a été en grande partie réduite sous l'action de l'homme, même si la tendance actuelle est au reboisement.
Les forêts européennes sont très différentes les unes des autres, ces différences s'expliquant en grande partie par des facteurs climatiques. On distingue la forêt méditerranéenne, la forêt boréale, la forêt tempérée à feuillage caduc et la forêt tempérée mixte.
En général, elle comporte moins d'essences différentes que les forêts tropicales ou que d'autres forêts tempérées. Les genres dominants sont les pins, les chênes, les hêtres, les épicéas et les sapins.
Un quart des forêts mondiales se trouvent en Europe, et un cinquième en Russie.

## Histoire de la forêt européenne
La forêt européenne est une forêt relativement jeune à l'échelle des temps géologiques. Elle n'a en effet commencé son installation qu'il y a 12 000 ans, au début de l'Holocène et du retrait des glaciers qui couvraient l'Europe du Nord et les Alpes. Ceux-ci influençaient l'ensemble du territoire européen et favorisaient la présence de toundras et de steppes plutôt que de forêt.
Les essences actuelles ont survécu à la période de glaciation dans des territoires refuges suffisamment éloignés des glaciers, comme la Sicile ou la Grèce. À partir de ces régions, les forêts ont colonisé progressivement l'Europe au fur et à mesure du réchauffement climatique.
Leur évolution depuis le début de l'Holocène jusqu'à nos jours est due à plusieurs familles de facteurs. Certains changements sont d'origine géologique ou climatique, mais l'action humaine fut également très importante. À cause d'elle, la forêt a diminué en surface de manière continue jusqu'au dix-neuvième siècle, et ses différentes caractéristiques - composition en essences, structure, sol - en ont été également grandement chamboulées.
Avant la révolution néolithique, génératrice de défrichements pour la mise en culture des terres, les forêts couvraient 80% des 10 millions de km2 du continent européen à comparer au taux actuel de 23%.

## Situation actuelle
Les forêts européennes s'étendent sur un milliard d'hectares (1 017 millions d'ha), ce qui représente un quart des forêts mondiales (4 059 millions d'ha). Quatre cinquièmes de ces forêts se trouvent en Russie, qui à elle seule possède un cinquième des réserves forestières mondiales (815 millions d'ha).
La proportion de surface couverte par les forêts en Europe est de 46 %, mais les différences entre pays sont fortes. Le pays le plus couvert est la Finlande, avec 73 %. Le pays le moins couvert est Monaco, qui n'a pas de forêts. 178 millions d'hectares de forêt se trouvent sur le territoire de l'Union européenne, ce qui représente 40 % de sa surface.
L’Europe est le continent qui a expérimenté le plus important gain de couverture forestière. Depuis les années 1950, la surface forestière  a augmenté de 300 000 km², soit l’équivalent de la surface de l’Italie,  parfois naturellement (on parle de forêts secondaires), parfois par des plantations artificielles. Les gains les plus élevés ont été observés durant les dernières décennies : les estimations vont de 8 000 km² par an depuis les années 1990, à 28 300 km² par an entre 1982 et 2015. L'Irlande a vu sa surface forestière augmenter de plus de 20 % entre 2000 et 2010 ; quatre pays de l'UE perdent cependant des forêts, dont le Danemark qui en a perdu 5 % sur une décennie (les autres pays sont le Portugal, la Slovénie et la Finlande). Plusieurs publications scientifiques récentes montrent que les forêts secondaires non gérées favorisent la biodiversité et sont plus résilientes face à la sécheresse. Leurs résultats ont été publiés en 2020 dans une série de six articles de la revue Annals of Forest Science.
40 % des forêts de l'Union européenne sont privées, avec une grande disparité entre les différents États membres : de 0 % pour Malte (ou bien 11 % pour la Bulgarie) à 98 % au Portugal. Ce pourcentage est plus important que pour la plupart des régions du monde, incluant la Russie (où les forêts privées n'existent quasiment pas) et les États-Unis.

### Liste des pays d'Europe par superficie forestière
| Rang | Pays        | Superficie forestière (en milliers d’ha) |
| ---- | ----------- | ---------------------------------------- |
| 1    | Suède       | 27 980                                   |
| 2    | Finlande    | 22 409                                   |
| 3    | Espagne     | 18 572                                   |
| 4    | France      | 17 253                                   |
| 5    | Norvège     | 12 180                                   |
| 6    | Allemagne   | 11 419                                   |
| 7    | Ukraine     | 9 690                                    |
| 8    | Italie      | 9 566                                    |
| 9    | Pologne     | 9 483                                    |
| 10   | Biélorussie | 8 768                                    |

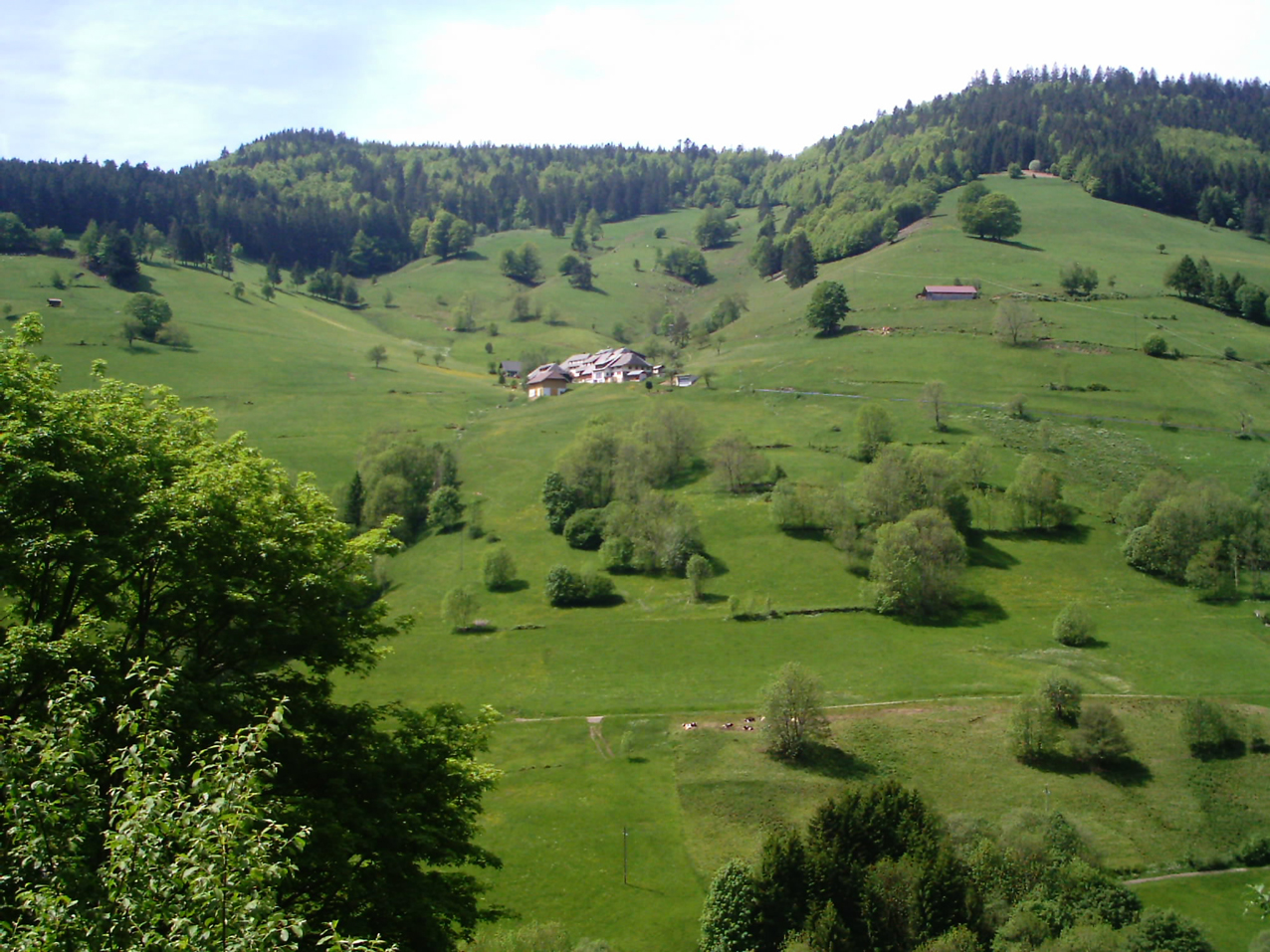
Forêt-Noire, Allemagne.

Source : FAO (2020 ; hors Fédération de Russie - 815 312 000 ha)

## Comparaison avec les forêts tempérées d'autres continents
L'orientation des chaînes de montagnes, différente en Amérique et en Europe, explique en partie les différences entre les forêts tempérées européenne et américaine. 
Ainsi l'absence d'un barrage montagneux aussi important que les montagnes rocheuses des États-Unis permet à l'air humide en provenance de l'océan atlantique de pénétrer profondément dans les terres. Par contre, les formations montagneuses du sud de l'Europe réduisent l'étendue du climat tempéré chaud, limité au pourtour de la Méditerranée.

## Diversité des forêts européennes
Plusieurs grands types de forêts se trouvent en Europe. La composition et la structure des forêts s'expliquent en grande partie par deux facteurs climatiques :
- La latitude, qui a un effet sur la température moyenne qui diminue lorsque l'on monte vers le nord. Cette diminution est corrélée avec celle de la période de végétation.
- La continentalité, qui se manifeste par un accroissement de l'amplitude thermique. Les saisons sont beaucoup plus contrastées à l'intérieur des terres qu'à proximité des mers et de l'océan. Globalement, cet amplitude thermique s’accroît vers l'est, mais le découpage irrégulier des terres rend les choses un peu plus complexes. L'effet d'une plus grande amplitude thermique sur les végétaux est un risque accru de gelée tardive.

De plus, le maximum des précipitations se déplace des mois d'hiver vers les mois d'été lorsque l'on va plus à l'est, ce qui est un avantage pour la végétation.
Ces deux gradients climatiques déterminent la chorologie des différentes essences. Ainsi, le hêtre s'étend relativement peu vers l'est à cause de sa faiblesse face aux gelées tardives. Le chêne pédonculé, qui les gère mieux, est lui capable de pénétrer loin dans les terres (jusqu'à proximité de l'Oural). Les deux essences sont en revanche limitées de la même manière vers le nord par la rigueur du climat.
La forêt méditerranéenne, à basse latitude et à climat plutôt océanique, est caractérisée par des étés secs et chauds, qui induisent de forts stress hydriques qui réduisent à néant la croissance de la forêt. Elles sont donc relativement peu productives. On les trouve sur les bordures de la Méditerranée, ainsi que dans le sud du Portugal.
La forêt tempérée feuillue se trouve aux endroits suffisamment au nord pour que l'été ne soit pas trop chaud, suffisamment au sud pour que l'hiver ne soit pas trop rigoureux, et suffisamment proche de l'océan pour ne pas être trop sujet aux gelées tardives. C'est le domaine des hêtraies et des chênaies caducifoliées. Étant donné les conditions climatiques optimales, il s'agit de l’écosystème forestier le plus productif d'Europe. Il est caractéristique d'une partie de la France, de la Suisse, du Benelux, de l'Allemagne, de l'Autriche et du Danemark ; son étendue se confond avec l'aire de répartition du hêtre.
La forêt tempérée mixte qui couvre l'Europe centrale et l'Europe de l'Est est déterminée par un climat favorable en été mais rigoureux en hiver. Le hêtre y a disparu. On distingue plusieurs sous-ensembles : tout d'abord le domaine des chênaies-charmaies, en Pologne, en Biélorussie et en Ukraine ; ensuite, des pays baltes jusqu'à l'Oural, une forêt mixte où dominent les conifères qui est une zone de transition entre les forêts tempérées et boréales.
La forêt boréale, enfin, couvre les pays nordiques. Les hivers y sont trop rigoureux pour la plupart des essences, notamment pour le chêne pédonculé, ce qui explique leur monotonie. On y trouve l'épicéa, le pin sylvestre et le bouleau pubescent, ainsi que certaines espèces venant de Sibérie qui prennent place dans les zones les plus rigoureuses.

## Politique forestière en Europe
La MCPFE (Conférence ministérielle sur la protection des forêts en Europe), aussi appelée Forest Europe, est un processus politique réunissant les pays de l'Union européenne ainsi que d'autres pays européens (dont la Russie). Elle a développé des lignes de conduite pour des forêts gérées durablement. Elle rédige également un questionnaire à propos de l'état des forêts européennes qu'elle envoie aux pays membres, et ce tous les 5 ans.
L'Union européenne n'a actuellement pas de politique européenne spécifique. Les mesures prises en relation avec la forêt dépendent de la politique agricole commune, dont presque 10 % du budget est en relation avec les forêts.
Cependant, l'Union européenne a adopté en 2006 le Plan d'Action pour les Forêts, qui donne un cadre aux politiques forestières des États membres. Ce plan a comme principaux objectifs d'améliorer la communication autour des forêts, de rendre l'économie forestière plus compétitive, et de faire contribuer les forêts et le monde forestier au bien-être global et à la protection de l’environnement. 
Ce document accorde également une grande place à la durabilité des forêts et à leur multifonctionnalité.